# بيت واصل (النادرة)

تعديل مصدري - تعديل

بيت واصل محلة تابعة لقرية نفيع، التابعة لعزلة الفجرة بمديرية النادرة إحدى مديريات محافظة إب في الجمهورية اليمنية، بلغ تعداد سكانها 62 حسب تعداد اليمن لعام 2004.